# Roy Crane
Roy Crane, född Royston Crane den 22 november 1901 i Abilene, Texas, död 7 juli 1977 i Orlando, Florida, var en amerikansk serieskapare. Roy Crane skapade seriefiguren Buzz Cooper  (I original Buz Sawyer) 1943, och dessförinnan Wash Tubbs och Captain Easy.

## Biografi
Serien Wash Tubbs, som startade den 21 april 1924, var den som gjorde Crane känd. De tidiga Wash Tubbs-serierna innehöll dagliga skämt. Men Crane hade svårt att hitta på skämt på daglig basis, och hade samtidigt en förkärlek för äventyr och resor, vilket gjorde att den här serien blev kanske den första äventyrsserien.
År 1929 introducerade Crane karaktären Captain Easy i serien, och 1933 hade han efter flera försök utvecklat söndagssidan ”Captain Easy – Soldier of Fortune”.
Men Crane var anställd av Newspaper Enterprise Association Syndicate, som ägde rättigheterna till Wash Tubbs och Captain Easy, och med Buz Sawyer fick Crane chansen att skapa en egen serie som han själv skulle äga istället för att jobba på en serie som ägdes av syndikatet. 
Roy Crane var en av innovatörerna när det gäller tecknade äventyrsserier. Tecknandet av Buz Sawyer är gjord med Craftint Doubletone (produkten bytte senare namn till Duoshade); en teknik som Crane också använde på Wash Tubbs. Craftint ritpapper har rasterade mönster i ytan som inte syntes förrän det framkallades genom pensling av framkallare över ytan. Tekniken, som kom i slutet av 20-talet, gjorde det möjligt att skapa något av ett tredimensionellt uttryck i serien. Och det på ett arbetsbesparande sätt.
Crane var inte bara en innovatör i utvecklandet av historieberättande och serietecknande, utan också i uppfinningsrik i sin användning av onomatopoeiska ljudeffekter.
Till sin hjälp tog Crane manusförfattaren Edwin Granberry och tecknaren Al Wenzel. 1946 kom även Henry G. Schlensker in i samarbetet som tecknarassistent på serien.
Söndagsserien blev tidigt inriktad på bifiguren Rosco Sweeney och hade en mer humoristisk ton än dagsstrippen. Clark Haas och därefter Al Wenzel fick ansvaret för denna.
På grund av magsår tvingades Crane dra sig tillbaka från Buz Sawyer på 60-talet, men han höll nära kontakt med Granberry och Schlensker som fortsatte serien under hans namn. Den sista strippen Crane signerade var daterad den 21 april 1979.

## Utmärkelser
Roy Crane vann Reuben Award från National Cartoonists Society 1950 (när priset hette Barney Award), och han vann också en Story Comic Book Award 1965.